# Thomas Arctaedius
Thomas Arctaedius född mars 1960 på Södermalm i Stockholm, son till modefotografen Per-Gunnar Arctaedius, är en svensk socialdemokratisk politiker i Vallentuna kommun norr om Stockholm, forskare, entreprenör och författare.
1989 disputerade Thomas Arctaedius i kärnfysik vid Stockholms Universitet med avhandlingen ”Non-discrete gamma radiation from heavy-ion fusion reactions”  
I början av 1990-talet var Arctaedius med och startade IT-bolaget Softsys. Han var VD för bolaget fram till att det köptes av Mandator 1999 . Arctaedius var delaktig i att starta Cell Telcom Limited i England år 2000 och var director i bolaget till december 2001. 2006 anställdes Arctaedius vid Stockholms universitet som VD för universitets holdingbolag och som näringslivschef.
2010 startade han IT-bolaget ayond som han sedan dess är VD för. Han sitter även i ett antal andra IT-bolagsstyrelser, t.ex. ordförande för Decuria AB.
2011 var Arctaedius med och startade Center för Socialt entreprenörskap, och etablerade Sveriges första inkubator för sociala entreprenörer.
Som kommunpolitiker i Vallentuna satt Arctaedius i barn- och ungdomsnämnden mellan 2007 och 2022, gruppledare sedan 2010, Arctaedius satt i kommunstyrelsen 2008–2012 och i kommunfullmäktige 2010 till 2022.
Inför valen 2018 och 2022 stod Thomas Arctaedius på riksdaglistan för socialdemokraterna i Stockholms län.  Från 2023 är Arctaedius ordförande i revisionen i Vallentuna. 
Från 2018 är Arctaedius adjungerad professor i entreprenörskap vid Kungliga Musikhögskolan i Stockholm (KMH)  Arctaedius var affilierad forskare vid data- och systemvetenskapliga institutionen på Stockholms universitet mellan 2015 och 2018.
Arctaedius har skrivit boken "Odla idéer : från idé till action med Sustainability Sprint-metoden" tillsammans med Linda Fragner och Frida Panoussis. Boken beskriver en metod för hållbarhetsarbete baserad på bland annat entreprenörskap.
Arctaedius farfarfarfarfarfarfarfar Mårten Arctaedius var farbror till den kände biologen och naturforskaren Peter Artedi.
Arctaedius morfar var den socialdemokratiska skånepolitikern Wikner Thornberg.